# 25 d'abril
El 25 d'abril és el cent quinzè dia de l'any del calendari gregorià i el cent setzè en els anys de traspàs. Queden 250 dies per finalitzar l'any.

## Esdeveniments
Països Catalans
- 1707, Almansa, Regne de Castella: les tropes filipistes hi derroten les austriacistes, en la batalla d'Almansa, cosa que comportarà que Castella ocupi el Regne de València per dret de conquesta (Guerra de Successió).
- 2007, Palma: S'inaugura la línia suburbana del Metro de Palma, amb el primer viatge.[1]
- 2015, Palma: Se celebra la Diada per la Llengua i l'Autogovern 2015.
- 2018, Burjassot, València: Primera emissió de la televisió pública valenciana (À Punt).

Resta del món
- 1058, Escòcia: Malcolm III és coronat rei d'Escòcia.[2]
- 1181, Riu Nagara, Província d'Owari, Japó: Batalla de Sunomatagawa, part de les Guerres Genpei.[3]
- 1185, Dan-no-ura, estret de Shimonoseki, Japó: Batalla naval de Dan-no-ura, que marca la fi de les Guerres Genpei.[4]
- 1719, Londres, Regne Unit: es publica la novel·la Robinson Crusoe de Daniel Defoe.[5]
- 1792, Plaça de Grève, París, França: Primera execució amb guillotina.[6]
- 1926, Milà: Estrena de l'òpera Turandot, de Puccini, al Teatre de La Scala, dirigida per Arturo Toscanini.
- 1945, Regne d'Itàlia: els partisans alliberen les ciutats italianes de Milà i Torí, en el marc de l'alliberament antifeixista de la Segona Guerra Mundial.
- 1953, Nova York, EUA: Watson i Crick donen a conèixer, en un breu article de dues pàgines a la revista científica Nature, el seu model d'estructura de l'ADN en doble hèlix que havien establert, gràcies principalment a les imatges de difracció de raigs X obtingudes per Rosalind Franklin.[7]
- 1974, Portugal: l'emissió de la cançó Grândola, vila morena, dona el senyal per a l'aixecament militar, planificat per Otelo Saraiva de Carvalho, que posarà fi a la dictadura iniciada per António de Oliveira Salazar el 1933.[8]
- 2015, Nepal: el Terratrèmol del Nepal de 2015 devasta el país.[9]

## Naixements
Països Catalans
- 1944 - Barcelona: Anna Bofill Levi, compositora, pianista i arquitecta catalana.[10]
- 1949 - Cardedeu, el Vallès Oriental: Agustí Asensio i Saurí, dibuixant i il·lustrador de llibres infantils català.[11]
- 1960 - Maçanet de la Selvaː Montse Assens i Borda, poetessa, pintora i fotògrafa catalana.[12]
- 1968 - Barcelona, el Barcelonès: Ferran Martínez Garriga, jugador de bàsquet català.
- 1985 - Barcelona, el Barcelonès: Sergi Cervera i Casademont, actor de cinema i televisió català.
- 1988 - Barcelona: Jenn Díaz, filòloga, escriptora, traductora i política catalana, diputada al Parlament de Catalunya.[13]

Resta del món
- 1214, París, Regne de França: Lluís IX de França, rei de França (m. 1270).[14]
- 1284, Castell de Caernarfon, Gal·les: Eduard II d'Anglaterra, rei d'Anglaterra (m. 1327).[15]
- 1599, Huntingdon, Anglaterra: Oliver Cromwell, estadista anglès (m. 1658).[16]
- 1775, Aranjuez: Carlota Joaquima d'Espanya, infanta d'Espanya i reina de Portugal (m. 1830).[17]
- 1830, Lede, Bèlgica: Julius De Geyter, escriptor i nacionalista flamenc.
- 1852
  - Fredrik Svenonius, geòleg suec.
  - Zamora, Espanya: Leopoldo Alas, Clarín, periodista i escriptor espanyol (m. 1901).[18]
- 1859, Nottinghamshare: Beatrice Tomasson, alpinista anglesa a les Dolomites (m.1947).[19]
- 1874, Bolonya, Regne d'Itàlia: Guglielmo Marconi, inventor italià (m. 1937).[20]
- 1900, Viena, Àustria: Wolfgang Pauli, físic austríac, Premi Nobel de Física de 1945 (m. 1958).[21]
- 1903, Tambov, Imperi Rus: Andrei Kolmogórov, matemàtic rus (m. 1987).[22]
- 1917, Newport News, Virgínia: Ella Fitzgerald, cantant nord-americana de jazz (m. 1996).[23]
- 1918, Estocolm: Astrid Varnay, soprano dramàtica nord-americana, d'origen hongarès i suec (m. 2006).[24]
- 1921, 
  - Amsterdam, Països Baixos: Karel Appel, pintor i escultor neerlandès (m. 2006).[25]
  - Alcalá de Gurrea (Osca): Carme Casas Godessart, resistent antifranquista, sindicalista i política activa a Catalunya.[26]
- 1925, Voivodat de Masòvia, Polònia, Zofia Kielan-Jaworowska, paleobiòloga polonesa (m. 2015).[27]
- 1927, 
  - Madrid: Irene Gutiérrez Caba, actriu espanyola (m. 1995).[28]
  - El Franco, Astúries, Espanya: Corín Tellado, escriptora espanyola.[29]
  - Fismes, França: Albert Uderzo, autor de còmics francès (m. 2020).[30]
  - Coblença, Alemanya: Rosemarie Fendel, actriu alemanya (m. 2013).[31]
- 1940,
  - Nova York, Estats Units: Al Pacino, actor nord-americà.
  - Logronyo: Clara Isabel Francia, periodista espanyola que desenvolupà gairebé tota la carrera professional a TVE.[32]
- 1946, Lake Success, Nova York: Talia Rose Coppola, coneguda com a Talia Shire, actriu estatunidenca.[33]
- 1947, 
  - Amsterdam, Països Baixos: Johan Cruyff, futbolista (m. 2016).
  - Loudéac: Marylise Lebranchu, política socialista francesa; ha estat alcaldessa i ministra.
- 1961, Eskoriatza: Maria Soledad Iparraguirre, Anboto, Elizabeth o Marisol, activista política basca, ha estat militant d'ETA.
- 1964, Clarmont d'Alvèrnia: Fadela Amara, activista feminista francesa d'ètnia amazic, fundadora del moviment Ni Putes ni Submises.[34]
- 1966, Perpinyà: Isabelle Pasco, actriu i model nord-catalana.[35]
- 1969, 
  - Texas, Estats Units: Renée Zellweger, actriu nord-americana.[36]
  - Gènova, Vanessa Beecroftː artista d'art d'acció contemporani estatunidenca.[37]
- 1970, Rio de Janeiro: Adriana Lisboa, escriptora brasilera.[38]
- 1972, 
  - San Fernando, Cadis: Sara Baras, ballarina, coreògrafa i directora de la seva pròpia companyia de ball flamenc.
  - Hovsta, Örebro, Suècia: Sofia Helin, actriu sueca.[39]
- 1981, Säo Paolo, Brasil: Felipe Massa, pilot de Fórmula 1.
- 1985, Jerusalem, Israel: Salah Hamouri, advocat i activista pels drets humans francopalestí.

## Necrològiques
Països Catalans
- 1196 - Perpinyà, Comtat del Rosselló: Alfons el Cast, dit el Trobador, primer rei de la Corona d'Aragó, fundador de l'Orde d'Alcalá de la Selva (n. 1154).[40]
- 1336 - Barcelona: Abadessa Sobirana d'Olzet, primera abadessa del monestir de Pedralbes, de Barcelona.[41]
- 1549 - Barcelona: Estefania de Requesens i Roís de Liori una escriptora catalana i valenciana del segle xvi (n. c.1504).[42]
- 1965 - Santiago de Xile: Salvador Sarrà i Serravinyals, polític, empresari i escriptor català (n. 1902).[43]
- 1969 - Montevideo, Uruguai: Margarida Xirgu i Subirà, actriu uruguaianocatalana.[44]
- 1972 - Castelldefels, Baix Llobregat: George Sanders, actor britànic.
- 1997 - Terrassaː Antolina Boada, locutora de ràdio catalana a Ràdio Terrassa (n. 1910).[45]
- 1999 - Barcelona: Marc Grau i Guasch, guitarrista, compositor i productor musical català (n. 1955).[46]
- 2007 - Barcelona: Tomasa Cuevas Gutiérrez, militant comunista espanyola (n. 1917).[47]
- 2014 - Barcelona: Francesc Vilanova i Bayó, Tito Vilanova, jugador i entrenador de futbol (n. 1968).[48]
- 2017 - Santanyí: Aina Rado i Ferrando, mestra, política i sindicalista que fou presidenta del Parlament de les Illes Balears (n. 1947).
- 2025 - Pere Sampol Mas, enginyer tècnic i polític mallorquí (n. 1951).[49]

Resta del món
- 1472 - Roma, (Estats Pontificis): Leon Battista Alberti, arquitecte, matemàtic i poeta genovès (n. 1404).[50]

- 1566 -
  - Anet (França): Diana de Poitiers, dama de la noblesa francesa, amant d'Enric II de França (n. 1499).[51]
  - Parcieux-en-Dombes: Louise Labé, poeta francesa (n. 1524).[52]
- 1644 - JIngshan (Xina): Emperador Chongzhen, va ser el setzè i l'últim emperador de la Dinastia Ming de la Xina (n. 1611).[53]
- 1671 - Canton (Xina): Francesco Brancati, jesuïta italià, missioner a la Xina (n. 1607).[54]
- 1762: Mehmed Salih Efendi, Shaykh al-Islam de l'Imperi Otomà.
- 1911 - Torí, Itàlia: Emilio Salgari, escriptor italià (n. 1862).[55]
- 1926 - Ödeshög (Suècia): Ellen Key, feminista i sufragista sueca (n. 1849).[56]
- 1956 - Hödingen, Alemanya: Paul Renner, tipògraf alemany (n. 1878).
- 1964 - Bonn: Wera Meyer-Waldeck, arquitecta alemanya, alumna de la Bauhaus.[57]
- 1973 - Lausana: Mahmud Taymur, escriptor egipci i estudiós da la llengua i literatura àrabs.
- 1981 - Moscou: Grunya Sukhareva, psiquiatra infantil soviètica, primera a descriure els símptomes de l'autisme (n. 1891).[58]
- 1984 - Montfort-L'Amaury: Céleste Albaret, ajudant personal, minyona, amiga i confident de Marcel Proust.[59]
- 1990 - Filadèlfia, Estats Units: Dexter Gordon, saxofonista de jazz.[60]
- 1995 - Santa Monica, Califòrnia, Estats Units: Ginger Rogers, actriu i ballarina guanyadora d'un Oscar (n. 1911).[61]
- 1996
  - Los Angeles, Califòrnia, Estats Units: Saul Bass, grafista estatunidenc (n. 1920).[62]
  - Roma, Itàlia: Rafael Orozco Flores, pianista andalús (n. 1946).[63]
- 2011 - Villarrobledo, Albacete: Maria Isbert, actriu espanyola (n. 1917).[64]
- 2016 - Dhaka, Bangladesh: Julhas Mannan (n. 13 d'octubre de 1980), activista i editor bengalí.[65]

## Festes i commemoracions
- Diada del 25 d'abril, Diada del País Valencià commemorant la batalla d'Almansa.
- Sant Marc, diada de Venècia, d'alguns territoris de l'antiga República de Venècia (que abastava el Vèneto i la costa adriàtica de l'Eslovènia i la Croàcia actuals) i de Fertília (l'Alguer).
- Festa local de Balsareny
- Festa local de Guardiola de Berguedà
- Festa local de Montgat
- Festa local de Mas de Barberans
- Aplec a l'ermita de Sant Elies de Vilamajor (Massís del Montseny) (Des del s.XV per a demanar pluja al Vallès)
- Festa local de Beniarjó on es fa el ball de la Bandera de Sant Marc, patró de la casa dels March a la qual pertany Ausiàs March, veí i senyor d'esta població
- Onomàstica: Sant Marc, evangelista; Anià d'Alexandria, bisbe; Febadi d'Agen, bisbe; Pere Betancur, fundador de l'orde dels betlemites; beat Andreu Solà i Molist, màrtir a Mèxic; Giovanni Piamarta, fundador; venerable Jean de la Barrière, monjo i reformador, fundador de la Congregació de Feuillant.
- Dia dels ANZAC, diada commemorativa dels cossos expedicionaris d'Austràlia i Nova Zelanda.